# Encolpius fimbriatus
Encolpius fimbriatus is een spinnensoort in de taxonomische indeling van de springspinnen (Salticidae).
Het dier behoort tot het geslacht Encolpius. De wetenschappelijke naam van de soort werd voor het eerst geldig gepubliceerd in 1943 door Crane.